# D'or Fischer
D'or Fischer es un exjugador estadounidense de baloncesto, nacido el 12 de octubre de 1981 en Filadelfia, Pensilvania (Estados Unidos). Mide 2'11 metros y juega habitualmente de pívot.

## Carrera
Tras su carrera universitaria que alternó en dos centros académicos Fischer comenzó a jugar profesionalmente en el Anwil Wloclawek de la liga polaca, tras hacer la pretemporada con Charlotte Bobcats, pero no acabó la temporada y se reenganchó a Roanoke Dazzle de la NBA D-League. Posteriormente se marchó a Alemania para jugar en el EWE Baskets Oldenburg la temporada 2006-2007 y a Bélgica con Bree BBC el siguiente año.
En el verano de 2008 llegó al Maccabi Tel-Aviv donde ha jugado dos temporadas en Euroliga, ganándose fama de pívot fuerte y rocoso en la máxima competición continental. En el anecdotario queda el verse envuelto en un altercado, donde fue herido en la cara y que provocó su hospitalización cerca de un mes en marzo de 2009. Con el equipo macabeo se proclamó campeón de liga en su primera temporada.
Para la temporada 2010-11 firma contrato de dos años con el Real Madrid para jugar en la ACB y Euroliga.
Tras firmar en Madrid unos números de 6.2 puntos, 4.8 rebotes por partido, a finales de junio de 2011 se anunció su fichaje por el Bizkaia Bilbao Basket de la liga Endesa.
Tras sonar con fuerza para recalar en las filas del Regal Barça, terminó fichando por el BC Donetsk, campeón de la liga Ucraniana.
En el Unics Kazán  tuvo un promedio de 10.1 puntos y 5.3 rebotes en la VTB, 13.2 puntos y 6.2 rebotes en la Euroliga, y 10.5 puntos y 6.0 rebotes en la Eurocup.
En enero de 2017, D’or Fischer continúa su carrera deportiva en la liga de Puerto Rico. El veterano pívot jugó la temporada anterior en el Hapoel Jerusalem, donde promedió con los israelíes una media de 8.7 puntos y 5.0 rebotes en la Winner League, y 10.1 puntos y 4.7 rebotes en la Eurocup.

## Trayectoria
- 2005–06 Anwil Wloclawek, PLK  Polonia.
- 2005-06 Roanoke Dazzle, D-League  Estados Unidos.
- 2006–07 EWE Baskets Oldenburg, BBL  Alemania.
- 2007–08 Bree BBC, BLB  Bélgica.
- 2008–10 Maccabi Tel-Aviv, BSL  Israel.
- 2010-11 Real Madrid, ACB  España.
- 2011-12 Bizkaia Bilbao Basket, ACB  España.
- 2012-13 BC Donetsk,  Ucrania.
- 2013-14 Brose Baskets  Alemania.
- 2014-15 UNICS Kazán  Rusia.
- 2015-16 Hapoel Jerusalem B.C., BSL  Israel.
- 2017 Capitanes de Arecibo,  Puerto Rico.
- 2017 BK Valmiera,  Letonia.
- 2017-18 Shiga Lakestars,  Japón
- 2019 Bnei Herzliya,  Israel
- 2019 Elitzur Eito Ashkelon,  Israel
- 2019 Real Estelí,  Nicaragua

## Selección nacional
Fischer integró la selección de baloncesto de Israel en 2015 como jugador nacionalizado. Con ese equipo disputó el Campeonato Europeo de Baloncesto Masculino de 2015.